# حضارة المجموعة الأولى
كانت حضارة المجموعة الأولى حضارة قديمة ازدهرت بين الشلال الأول والثاني للنيل في النوبة. استمرت من ق. 3800 قبل الميلاد إلى ق. 3100 قبل الميلاد.

## نظرة عامة

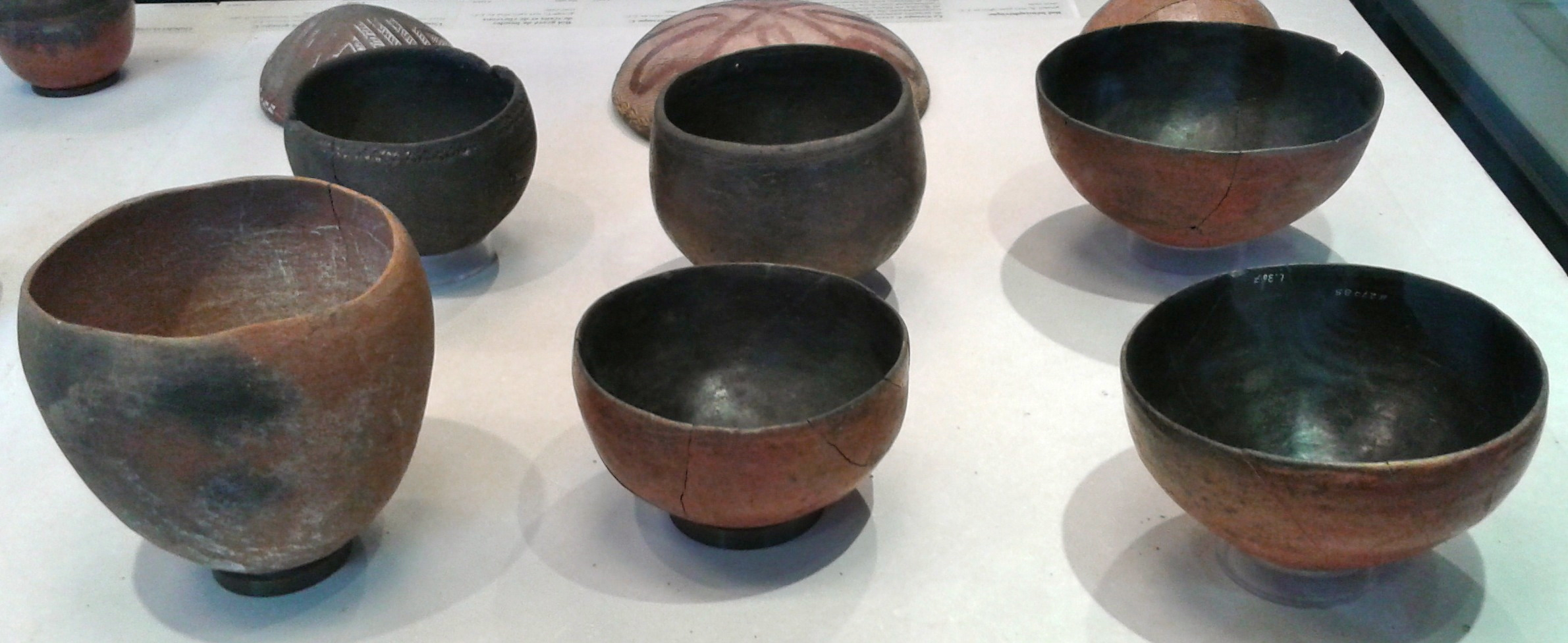
سفن المجموعة الأولى، متحف اللوفر.

في عام 1907، اكتشف عالم المصريات جورج أندرو ريزنر لأول مرة التحف التي تنتمي إلى حضارة المجموعة الأولى. وتضمنت محاور في وقت مبكر من هذه الحضارة الكوبانية في الشمال وبوهين في الجنوب، مع أسوان، والسيالة، وتوشكي وقسطل بينهما.
حافظ صانعو المجموعة الأولى على العلاقات التجارية مع قدماء المصريين. كانوا يتاجرون في السلع مثل البخور، والأبنوس، والعاج، والتي تم جمعها من منطقة النهر الجنوبية. كما قاموا بمقايضة العقيق من الصحراء الغربية وكذلك الذهب المستخرج من الصحراء الشرقية مقابل المنتجات المصرية وزيت الزيتون والمواد الأخرى من حوض البحر الأبيض المتوسط.

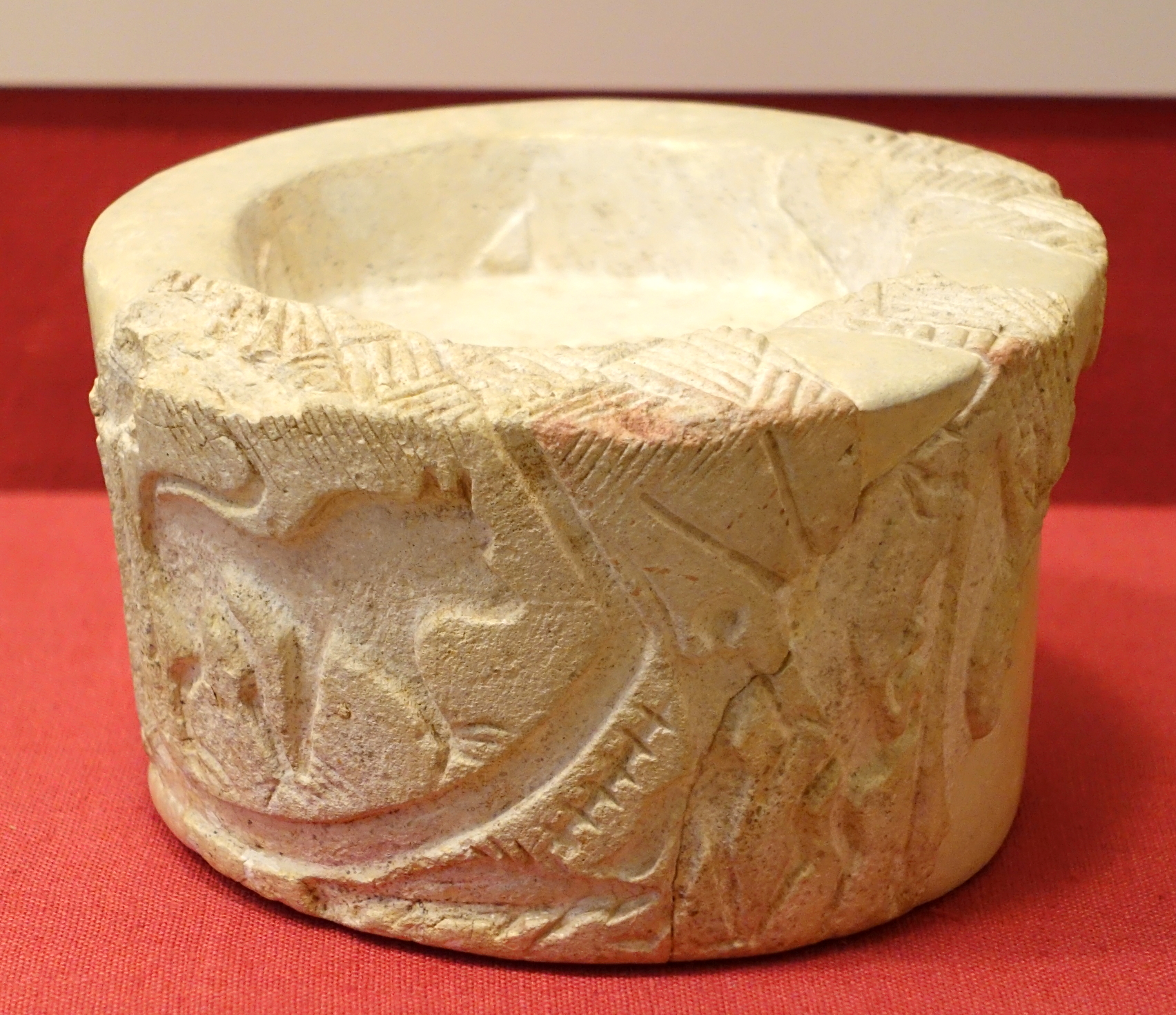
مجموعة مبخرة موجودة في قسطل.

أسفرت الحفريات في مقبرة المجموعة الأولى في قسطل عن مبخرة قديمة، تزينها الأيقونات الملكية المصرية القديمة. ومع ذلك، أثبتت الأبحاث الإضافية سابقة النظام الملكي ما قبل الأسرات:

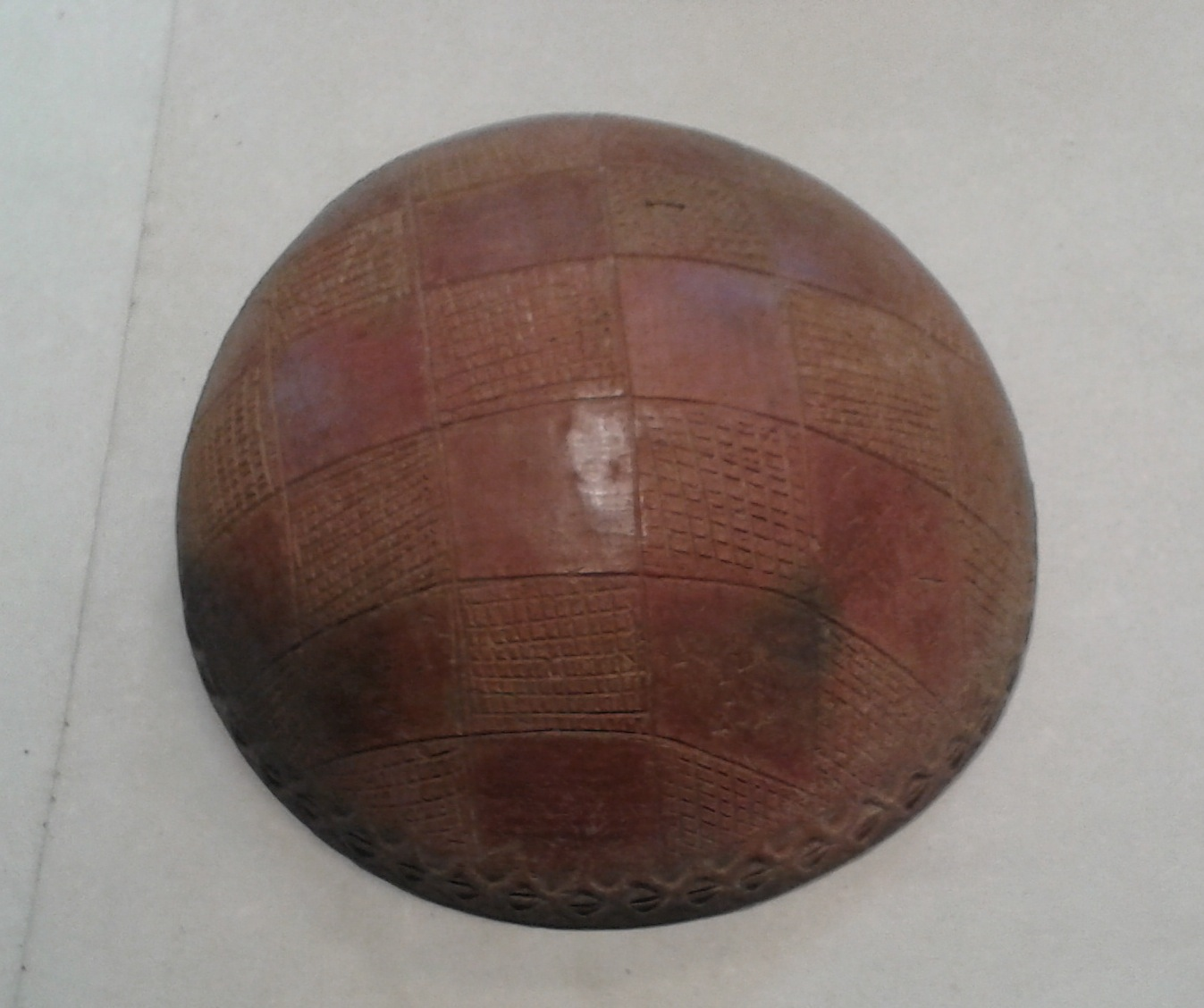
زبدية مزخرفة من مجموعة A، متحف اللوفر.

ترك صانعو المجموعة الأولى خلفهم عددًا من المقابر، حيث تحتوي كل مقبرة على حوالي خمسين قبرًا. تم جمع معظم ما هو معروف عن هذه الثقافة من هذه المقابر، تم حفر أكثر من 3000 منها. المدافن من نوعين: حفرة بيضاوية أكثر شيوعًا، وحفرة مماثلة تتميز بكوة جنائزية جانبية. لوحظ أن الهياكل العظمية الموجودة داخل هذه القبور شبيهة بدنياً لأقرانهم في صعيد مصر. عادة ما تحتوي العينات على شعر مستقيم من لون أسود أو بني داكن. في المتوسط، كان الرجال 169.9 سم في الطول والنساء حول 155.5 سم. تم لف بعض الأفراد بالجلد ووضعهم على حصائر من القصب. تحتوي جميع المقابر على أدوات دفن مختلفة، بما في ذلك الزخارف الشخصية والأواني والسيراميك. انتهت حضارة المجموعة الأولى حوالي 3100 قبل الميلاد، عندما تم تدميرها، على ما يبدو من قبل حكام الأسرة الأولى في مصر.
وجد تحليل صفات الأسنان لأحافير المجموعة الأولى تشابهات مع السكان الذين يسكنون شمال شرق أفريقيا في وادي النيل وشرق إفريقيا. من بين عينات السكان، كان الناس في المجموعة الأولى الأقرب إلى حضارة كرمة، وحملة الثقافة، ومملكة كوش، والسكان في النوبة العليا، والإثيوبيين، تليها مروي، ثقافة المجموعة X وسكانها الفترة المسيحية في النوبة السفلى وKellis السكان في واحة الداخلة، وكذلك الهياكل العظمية من المجموعة الثالثة والعصر الفرعوني المحفورة في النوبة السفلى والمصريين القدماء (نقادة، بداري، هيراكونبوليس، أبيدوس وخرجة في صعيد مصر؛ حوارة في مصر السفلى).
إن التقارب اللغوي لحضارة المجموعة الأولى غير معروف، ولكن وفقًا لكلود ريلي، من غير المحتمل أن يكون قد تحدث لغة الفرع الشمالي الشرقي السوداني من Nilo-Saharan. أبعد من ذلك، يذكر ريلي أن «نطاق الاحتمالات لا يزال واسعًا» ويتضمن: لغة تنتمي إلى فرع آخر (غير شمالي شرق السودان) من عائلة نيلو-الصحراء، لغة كوشية، أو لغة أفريقية آسيوية أخرى.

## حضارة المجموعة ب
حدد ريسنير في الأصل حضارة المجموعة -ب، ولكن هذه النظرية أصبحت قديمة عندما أثبت HS HS أن «المجموعة-ب» كان مظهرًا فقيرًا لثقافة المجموعة-A.

## روابط خارجية
- الدول المبكرة ومجموعة «المملكة البدائية» نسخة محفوظة 2 مارس 2009 على موقع واي باك مشين.
- الاختلافات الإقليمية في ما يسمى ثقافة «المجموعة الأولى» في النوبة السفلى
- هانز آكي نوردستروم : المجموعة النوبية أ
- ماريا جاتو: صيد النوبيين الحصريين من مجموعة أ. رينيه فريدمان: إعداد المشهد
- الثقافات النوبية: A and C.-Group
- الدفن المبكر: A-Group و C-Group نسخة محفوظة 27 يوليو 2011 على موقع واي باك مشين.
- معرض الآثار النوبية
- نانسي سي لوفيل: النوبيين A- و C-Groups
- ماريا كارميلا جاتو: المجموعة النوبية أ: إعادة تقييم